# The Last of Us
«The Last of Us» (укр. Останні з нас) — відеогра жанрів survival та action, розроблена студією Naughty Dog. Офіційно анонсована наприкінці 2011 року, в рамках церемонії Spike Video Game Awards, вона створена ексклюзивно для гральної консолі Sony PlayStation 3. Видавцем виступила компанія Sony Computer Entertainment. Гра вийшла 14 червня 2013 року й здобула високі оцінки критиків і пересічних гравців.
У центрі сюжету стосунки між контрабандистом Джоелом і 14-річною Еллі, яка може стати ключем до порятунку від смертельної пандемії, що уразила людство.
The Last of Us у 2014 році була перевидана з оновленою графікою під назвою The Last of Us Remastered. В 2020 році Sony випустила другу частину гри, що продовжує її сюжет. Перша частина з оновленим ігровим процесом і графікою отримала назву The Last of Us Part I та була перевидана знову в 2022.

## Ігровий процес

### Однокористувацька гра
The Last of Us — це пригодницька гра від третьої особи, де гравець перетинає постапокаліптичні місцевості, такі як міста, будівлі, ліси та підземні комунікації. Для боротьби з ворогами можна використовувати вогнепальну зброю серійних і саморобних зразків, рукопашний бій, а також ховатися. Більшість гри відбувається за Джоела, чоловіка, якому доручено супроводжувати дівчинку Еллі Сполученими Штатами. Гравець також контролює Еллі протягом зимового сегменту гри і на короткий час — доньку Джоела Сару у вступі.
З-поміж зброї доступні гвинтівка, короткоствольна рушниця, дробовик, пістолет і лук. Гравець може підбирати зброю ближнього бою, як-от труби та бейсбольні бити, а також кидати пляшки та цеглини, щоб віднадити, оглушити чи атакувати ворогів. Зброю пропонується поліпшувати на верстаках, використовуючи зібрані матеріали. Обладнання, як-от аптечки, ліки та коктейлі Молотова, можна знайти або створити із зібраних предметів. Відстеження рівня здоров'я та швидкість майстрування можна поліпшити збираючи пігулки і лікарські рослини. Здоров'я можна відновити за допомогою їстівних предметів чи аптечок.
Хоча гравець може атакувати ворогів безпосередньо, є змога також прокрастися повз них. У темних місцях можна скористатися ліхтариком. «Режим прослуховування» дозволяє визначати рзташування ворогів за перешкодами; тоді вони позначаються як контури, видимі крізь стіни та предмети. У бою можна присідати за перешкоди, щоб отримати тактичну перевагу.
У грі є періоди без бою, часто пов'язані з розмовою між персонажами. Гравець може розв'язувати прості головоломки, наприклад, використовувати пливні піддони для переміщення Еллі, яка не вміє плавати, через водойми, та використовувати драбини чи сміттєві контейнери, щоб вилізти по них до вищих місць. Колекційні предмети, як-от нотатки, карти й комікси, що доповнюють сюжет, можна знайти та переглянути в меню рюкзака.

### Багатокористувацька гра
Онлайн-режим для кількох гравців, який називається «Фракції» (Factions), дозволяє до восьми гравцям брати участь у змаганнях упродовж раундів. Режими «Рейд за провіантом» (Supply Raid) і «Вцілілі» (Survivors) — це командні смертельні поєдинки, де в першому смерть персонажа остаточна впродовж раунду, а в другому загиблі відроджуються. Режим «Допит» пропонує шукати розташування скриньки ворожої команди, і перемагає та, що першою захопить цю скриньку.
У кожному режимі гравці виступають за вибрану фракцію — «Мисливці» (група озброєних уцілілих) або «Світлячки» (ополченці-революціонери) — і підтримують свій клан збираючи припаси під час матчів. Кожен матч дорівнює одному дню; переживши дванадцять «тижнів», гравці можуть повторно вибрати собі фракцію.
За успішні дії гравці заробляють «деталі», які можна витратити впродовж матчу на оновлення зброї та броні, а наприкінці матчу вони перетворюються на запаси; додаткові запаси можна отримати з тіл ворогів. Гравці також заробляють очки, які можна витратити на зброю або навички для створення власного спорядження.
Гравці спочатку могли підключити гру до свого облікового запису Facebook, змінюючи імена та обличчя членів клану відповідно до їхніх друзів у цій соцмережі. Гравці мають змогу налаштувати вигляд своїх персонажів за допомогою капелюхів, шоломів, масок і нашивок. Багатокористувацькі сервери версії гри для PlayStation 3 було закрито 3 вересня 2019 року.

## Сюжет

### Світ гри
Людство 2033 року уражене так званим грибком кордицепсом, який поширився з Південної Америки через зерно. З невідомих причин грибок став мутувати, беручи під контроль не лише комах, як зазвичай, а й людей. Мільйони, якщо не мільярди людей загинули, заразившись агресивним грибком, інші ж перетворилися на страхітливих монстрів. Лише жменьці людей вдалося вижити, утім їхнє життя зв'язане з постійною небезпекою заразитися, голодом і конкуренцією з іншими вцілілими. Більшість міст стоять покинуті, а вцілілі люди воюють між собою за їжу та інші необхідні для існування ресурси. В таких умовах розгортається історія героїв The Last of Us — чоловіка з туманним минулим на ім'я Джоел і дівчинки Еллі.

### Дія
У 2013 році епідемія мутованого кордицепсу спустошує Сполучені Штати. Грибок перетворює своїх господарів-людей на агресивних істот, відомих як Інфіковані, щоб поширювати спори. У передмісті Остіна, штат Техас, Джоел тікає від хаосу разом зі своїм братом Томмі й дочкою Сарою. Сару застрелює солдат, сприйнявши за заражену, і дівчинка помирає на руках у Джоела.
Через двадцять років більшість населення загинула, а вцілілі живуть у карантинних зонах під тоталітарною владою FEDRA («Federal Disaster Response Agency» - укр. ФАЛК: «Федеральне агентство з ліквідації катастроф»), незалежних поселеннях і кочових групах. Джоел працює контрабандистом разом зі своєю напарницею Тесс у карантинній зоні Норт-Енд Бостона, штат Массачусетс. Вони розшукують Роберта, торговця з чорному ринку, щоб повернути викрадену ним зброю. Тесс убиває нечесного торговця, але Роберт перед цим розповідає, що передав украдене «Світлячкам» — повстанцям, які виступають проти влади карантинної зони.
Коли Джоел і Тесс відвідують «Світлячків», очільниця їхнього осередку в Бостоні, Марлен, обіцяє велику нагороду в обмін на доставку дівчинки-підлітка Еллі до «Світлячків» у штаті Массачусетс за межами карантинної зони. Джоел і Тесс погоджуються і потай покидають карантинну зону з Еллі вночі. Та після зустрічі з урядовим патрулем вони виявляють, що Еллі заражена. Симптоми зазвичай виникають протягом двох днів, але Еллі стверджує, що була інфікована трьома тижнями раніше, і що вона володіє імунітетом до кордицепсу, який може стати ключем до створення вакцини. Трійця пробирається до місця призначення крізь наповнені зараженими землі. Та в сховку «Світлячків» усі виявляються вбиті. Тесс зізнається, що її дорогою вкусив інфікований, і, вірячи у важливість Еллі, жертвує собою, щоб прикрити відступ Джоел та Еллі, котрих переслідують солдати. Джоел вирішує знайти Томмі, колишнього керівника «Світлячків», адже сподівається, що той зможе вказати шлях до інших повстанців.
За допомоги Білла, контрабандиста та фахівця з виживання, який заборгував Джоелу, Джоел та Еллі купують справний автомобіль у Лінкольні. Дорогою до Піттсбурга, штат Пенсільванія, Джоел і Еллі потрапляють у засідку бандитів, і їхню машину розбивають. Вони об'єднуються з двома братами, Генрі і Семом, щоб утекти з міста. Сем був укушений зараженим, але приховує це від решти і коли інфекція поширюється, Сем нападає на Еллі, тож Генрі застрелює його, а потім покінчує з собою.
Після тривалої подорожі Джоел і Еллі восени знаходять Томмі в Джексоні, штат Вайомінг, де він зі своєю дружиною Марією зібрав укріплене поселення біля дамби гідроелектростанції. Джоел вирішує залишити Еллі з Томмі, але після того, як вона сперечається з ним про Сару, він дозволяє їй залишитися з ним. Томмі спрямовує їх до анклаву «Світлячків» в Університеті Східного Колорадо. Університет виявляється покинутий, позаяк «Світлячки» переїхали до лікарні в Солт-Лейк-Сіті, штат Юта. Під час нападу бандитів на шляху тоді Джоел отримує важке поранення.
Взимку Еллі та Джоел ховаються в горах. Джоел перебуває на межі смерті та покладається на те, що Еллі піклуватиметься про нього. У пошуках їжі Еллі зустрічає Девіда і Джеймса, сміттярів, які готові обміняти ліки на їжу. Після того як Девід розповідає, що зустрінені раніше бандити були частиною його групи, Еллі стає ворожою до нього. Їй вдається відвести групу Девіда від Джоела, але її хапають; Девід має намір завербувати її в свою групу людоїдів. Відмовляючись, вона вбиває Джеймса та тікає, але Девід заганяє її в кут у горючому ресторані. Водночас Джоел одужує від ран і вирушає на пошуки Еллі. Він досягає її саме тоді, коли вона вбиває Девіда мачете.
Навесні Джоел і Еллі прибувають до Солт-Лейк-Сіті. Еллі ледве не тоне та непритомніє, але мандрівників знаходить патруль «Світлячків». У місцевій лікарні Марлен розповідає Джоелу, що Еллі готують до операції: маючи намір виготовити вакцину від інфекції, «Світлячки» повинні вирізати інфіковану частину мозку Еллі, що вб'є її. Не бажаючи смерти Еллі, Джоел пробивається до операційної, вбиває головного хірурга та несе непритомну Еллі до гаража. Він стикається з Марлен, яку застрелює, щоб замести сліди. Дорогою з міста, коли Еллі отямлюється, Джоел бреше їй, що «Світлячки» знайшли багато інших імунних людей, але не змогли створити ліки і припинили спроби. Еллі картає себе за те, що вижила. Джоел присягається їй, що сказана ним історія правдива.

## Головні персонажі
- Джоел Міллер — контрабандист, супровідник Еллі, головний герой;
- Еллі Вільямс — 14-річна дівчина, що має імунітет до інфекції, головна героїня;
- Томі Міллер  — молодший брат Джоела
- Тес Сервопулос — контрабандистка, партнерка Джоела, супроводжує головних героїв на початку гри;
- Марлен — голова групи «Світлячки»;
- Білл — знайомий Джоела;
- Генрі — чоловік, що подорожує зі своїм братом, допомагає Джоелу та Еллі;
- Сем — молодший брат Генрі;
- Девід — голова банди людожерів;
- Сара Міллер — дочка Джоела;
- Роберт — контрабандист зброї.
- Марія — дружина Томмі
- Райлі Абель — найкраща подруга Еллі, з'являється у The last of us: Left behind.

## Розробка
- Прототипом Еллі є американський актор Елліот Пейдж, але він заперечив, що працював над The Last of Us, і повідомив, що єдиним проєктом, в якому він бере участь, є Beyond: Two Souls.
- 7 червня 2013 гра потрапила до мережі. Завдяки цьому користувачі зламаних консолей отримали доступ до гри за тиждень до офіційного релізу.
- Саундтрек до гри створив Густаво Сантаолалья.

## Комікс
До гри є комікс-передісторія про Еллі та її подругу Райлі під назвою «The Last of Us: Американські мрії». Його дія здебільшого розгортається в карантинній зоні Бостона.

## Екранізація
2014 року творець гри Ніл Дракманн заявив про вже готовий сценарій повнометражного фільму за мотивами The Last of Us. На початку 2016 року проєкт закрили без пояснення причин.
Про серіал за мотивами гри оголосила компанія HBO. У 2021 році стало відомо, що режисером пілотного епізоду запрошений Кантемир Балагов. Продюсером та сценаристом (у співавторстві з Нілом Дракманном) став Крейг Мезін. У січні 2023 року серіал вийшов на екрани та здобув дуже схвальні відгуки критиків та глядачів.

## Сприйняття
| Агрегатор  | Оцінка |
| ---------- | ------ |
| Metacritic | 95/100 |

| Видання                            | Оцінка |
| ---------------------------------- | ------ |
| Computer and Video Games           | 10/10  |
| Edge                               | 10/10  |
| Eurogamer                          | 10/10  |
| Game Informer                      | 9.5/10 |
| GameSpot                           | 8/10   |
| IGN                                | 10/10  |
| Joystiq                            | [ 16 ] |
| PlayStation Official Magazine — UK | 10/10  |
| Polygon                            | 7.5/10 |

Гра здобула загальне визнання, зібравши на агрегаторі рецензій Metacritic середню оцінку 95 зі 100.
Згідно з Олі Велш із Eurogamer, The Last of Us використовує голлівудські кіноштампи, проте робить це якісно та відверто. Сюжет розгортається «через приголомшливу послідовність локацій і варіацій ігрового процесу з неквапливим, але величезним імпульсом», а фінал надає несподіваний поворот.
Метт Гелгесон у Game Informer писав, що графіка гри неперевершена, як для своєї платформи, а озвучення персонажів і довкілля надає важливих емоційних акцентів. Незважаючи на те, що подорож Джоела та Еллі похмура, критик відгукнувся про неї як приклад одних із «найгостріших, добре виписаних стосунків, які я бачив у відеоіграх». «The Last of Us — це глибоко відчувана, шокуюча жорстока гра, яка ставить під сумнів те, чим ми готові пожертвувати, і, що ще більше тривожить — що ми готові зробити, щоб врятувати тих, кого ми любимо».
Том МакШеа у GameSpot поміж позитивних аспектів гри вказав те, що Еллі симпатична героїня, котра демонструє зростання свого характеру впродовж сюжету. «Її піднесена природа різко контрастує з людьми та подіями, які її оточують, змушуючи вас захищати її, піклуватися про неї та плекати її». Напружені бойові зіткнення вдало поєднані з потребою досліджень довкілля. Звукове оформлення надає належної атмосфери. А багатокористувацька гра, хоча повільна, забезпечує хороше відчуття змагання, де «люди не наділені супергероїчним атлетизмом або відновленням здоров'я. Вони просто хочуть вижити». З негативних рис вказувалося те, що другорядні персонажі рідко бувають привабливими, а бої містять забагато експлойтів.
Згідно з Коліном Моріарті з IGN, The Last of Us не тільки можна поставити в ряд з іншими знаменитими ексклюзивами для PlayStation 3, як-от Uncharted, Killzone, God of War, Infamous та іншими; вона перевершує їх усіх практично в усіх відношеннях. Критик водночас зазначав, що практично всі достоїнства The Last of Us зосереджені в її однокористувацькому режимі, тоді як багатокористувацький хоча якісно зроблений, не пропонує чогось такого, чого б гравці не бачили раніше.